# Сель (Приморская Шаранта)
Сель (фр. Celles) — коммуна во Франции, находится в регионе Пуату — Шаранта. Департамент коммуны — Шаранта Приморская. Входит в состав кантона Аршьяк. Округ коммуны — Жонзак.
Код INSEE коммуны — 17076.

## Население
Население коммуны на 2010 год составляло 315 человек.
| 1962 | 1968 | 1975 | 1982 | 1990 | 1999 | 2010 |
| ---- | ---- | ---- | ---- | ---- | ---- | ---- |
| 320  | 325  | 267  | 256  | 280  | 251  | 315  |